# Pereira Passos

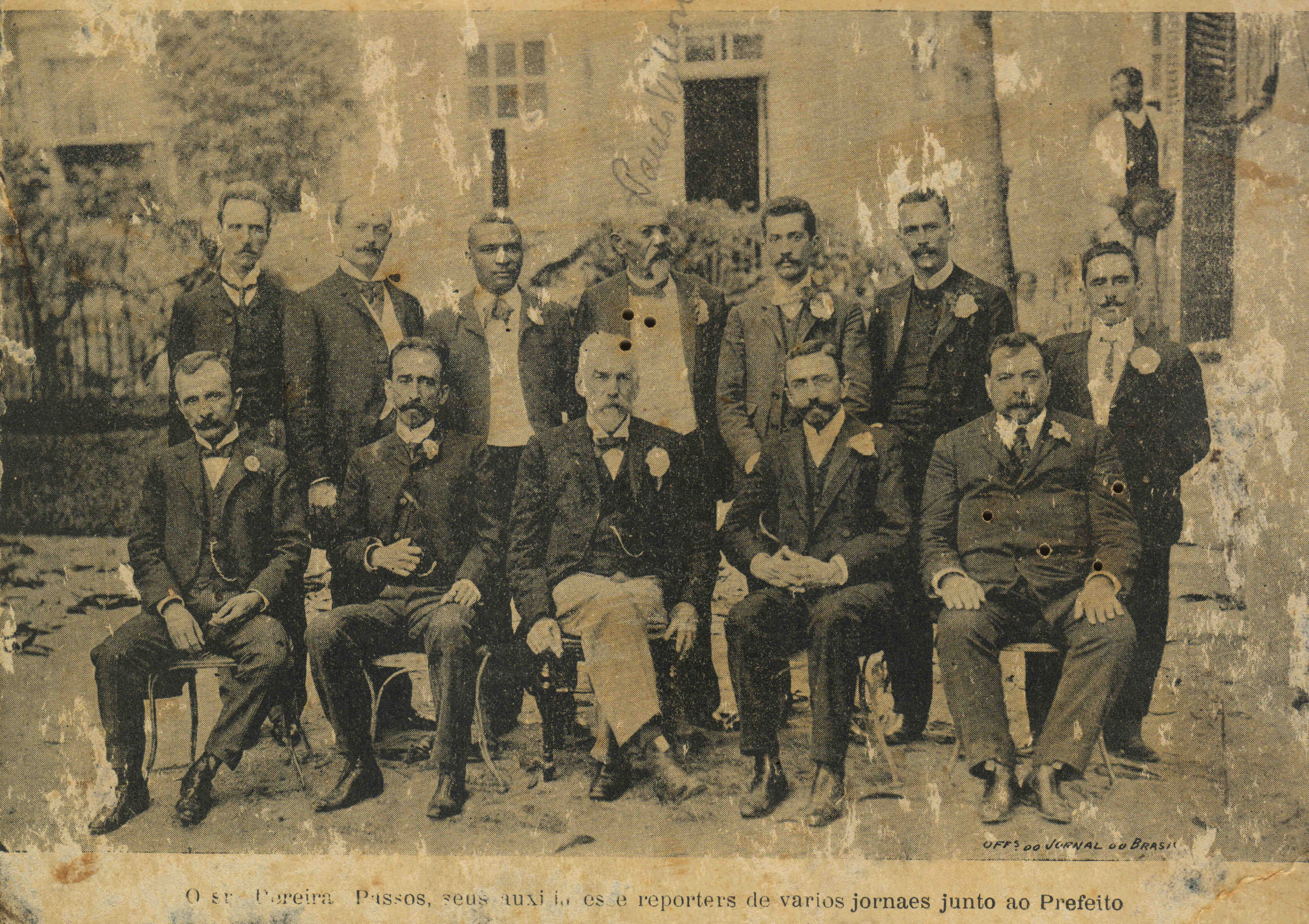

Francisco Pereira Passos (São João Marcos, 29 de agosto de 1836 — Rio de Janeiro, 12 de março de 1913) foi um engenheiro e político brasileiro.
Foi Prefeito do então Distrito Federal entre 1902 e 1906, nomeado pelo Presidente Rodrigues Alves.

## Biografia
Filho de Antônio Pereira Passos, barão de Mangaratiba, e de Clara Oliveira. Até os quatorze anos foi criado na Fazenda do Bálsamo, em São João Marcos, na então província do Rio de Janeiro. Em março de 1852 ingressou na Escola Militar (atual Escola Politécnica da Universidade Federal do Rio de Janeiro) onde se formou em 1856 como Bacharel em Ciências Físicas e Matemáticas o que lhe dava o Diploma de Engenheiro Civil. Foi colega de turma de Benjamin Constant.
Estudou na França de 1857 ao final de 1860, onde assistiu a reforma urbana de Paris promovida por Georges-Eugène Haussmann. Sua estadia em Paris exerceu grande influência em Passos, que iria dedicar-se à engenharia ferroviária e ao urbanismo.
Em seu retorno ao Brasil, em 1860, Pereira Passos dedica-se à construção e expansão da malha ferroviária brasileira, sob a demanda da economia cafeeira. Participou da construção da Ferrovia Santos-Jundiaí (1867), do prolongamento da Estrada de Ferro D. Pedro II até o São Francisco (1868), foi consultor técnico do Ministério da Agricultura e Obras Públicas (1870).
Voltou à Europa em 1871, na companhia do Visconde de Mauá, como inspetor do Governo Imperial. Na Europa, estudou os sistemas ferroviários europeus e se inspirou na estrada de ferro suíça, a que subia o Monte Righi com inclinações de até 20%, para a executar o prolongamento da estrada de ferro da Serra de Petrópolis. Sistema que seria ainda usado posteriormente na primeira estrada turística do Brasil, a Estrada de Ferro Corcovado. Dirigiu na mesma época o Arsenal de Ponta da Areia, a convite do Barão de Mauá, produzindo trilhos, vagões, etc.
Foi nomeado engenheiro do Ministério do Império em 1874, cabendo a Pereira Passos acompanhar todas as obras do governo imperial. Integrou a comissão que iria apresentar o plano geral de reformulação urbana da capital, incluindo o alargamento de ruas, construção de grandes avenidas, canalizações de rios entre outras medidas urbanas e sanitárias. O levantamento realizado de 1875 a 1876, seria a base do futuro plano diretor da cidade, posto em prática na administração de Passos como prefeito.
Retornou à Europa em 1880 e permaneceu em Paris até 1881. Neste ínterim frequentou cursos na Sorbonne e no Collége de France. Visitou fábricas, siderúrgicas, empresas de transporte e obras públicas na Europa. Ainda em 1881 tornou-se consultor da Compagnie Générale de Chemins de Fer Brésiliens, para acompanhar a construção de uma linha ferroviária no Paraná, ligando o Porto de Paranaguá a Curitiba.
No seu retorno ao Brasil, muda-se para o Paraná e somente após a inauguração da ferrovia em 1882, retorna à capital. Em seu retorno, assumiu a presidência da Companhia Ferro-Carril de São Cristóvão, substituindo o Visconde de Taunay. Após restruturar a empresa, em 1884, Pereira Passos propôs aos acionistas a aquisição do projeto do italiano Giuseppe Fogliani, para a construção de uma grande avenida. Apesar da aprovação dos acionistas e da licença para construção obtida, o projeto não saiu do papel. No entanto, essa seria mais uma antecipação do que viria a ocorrer em sua gestão como Prefeito 20 anos depois: a abertura da Avenida Central.

## Panorama do Rio no início do século XX
No início do século XX, o Rio de Janeiro passava por graves problemas sociais, decorrentes, em grande parte de seu rápido e desordenado crescimento, alavancado pela imigração europeia e pela transição do trabalho escravo para o trabalho livre.
Na ocasião em que Pereira Passos assume a Prefeitura da cidade, o Rio de Janeiro, com sua estrutura de cidade colonial, possuía quase um milhão de habitantes carentes de transporte, abastecimento de água, rede de esgotos, programas de saúde e segurança.
Na região central do Rio de Janeiro – a Cidade Velha e adjacências – eclodiam habitações coletivas insalubres (cortiços), epidemias de febre amarela, varíola, cólera, conferindo à cidade a fama internacional de porto sujo ou "cidade da morte", como se tornara conhecida.
A reforma urbana de Pereira Passos, período conhecido popularmente como “O Bota-Abaixo”, visou o saneamento, o urbanismo e o embelezamento, dando ao Rio de Janeiro ares de cidade moderna e cosmopolita.

## Prefeito

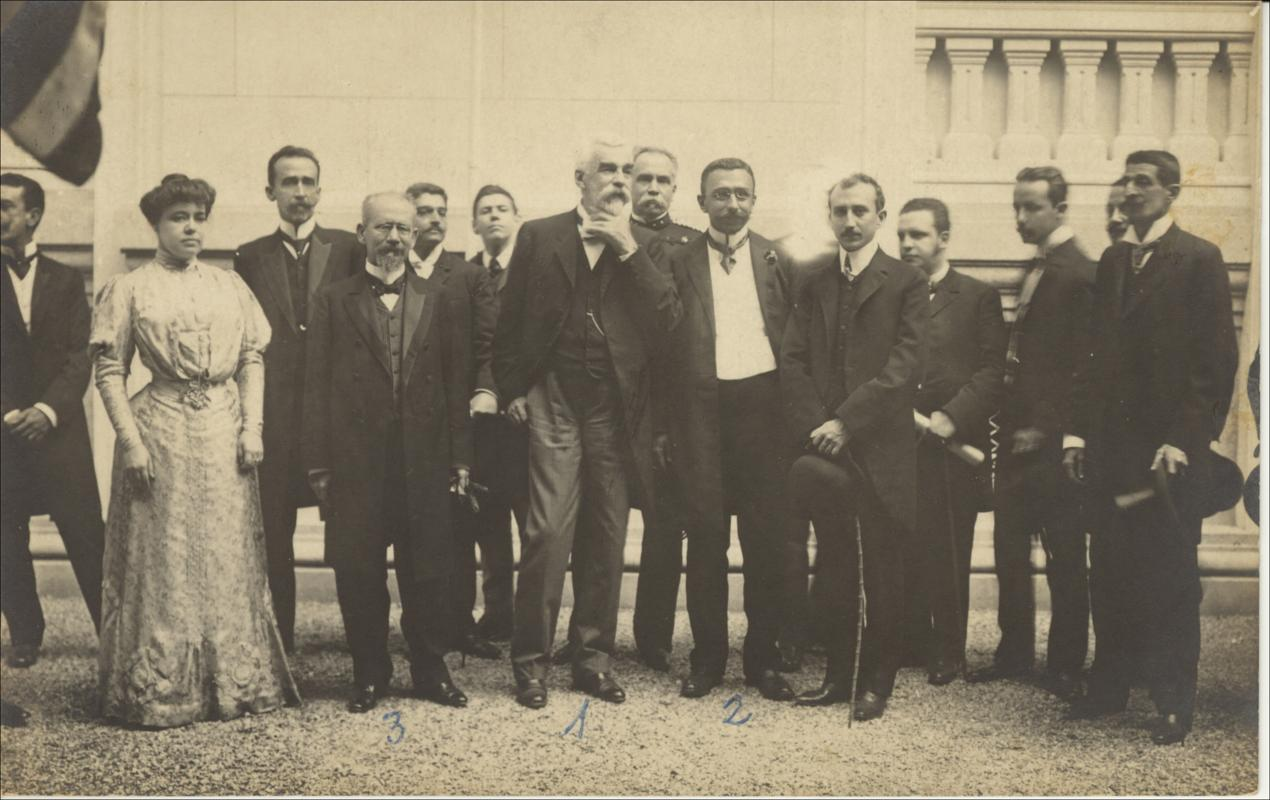
Pereira Passos e Rodrigues Alves, em 1905.

Nomeado prefeito pelo presidente Rodrigues Alves, ao lado de Lauro Müller, Paulo de Frontin e Francisco Bicalho, promoveu uma grande reforma urbanística na cidade, com o objetivo de transformá-la numa capital nos moldes franceses.
Inspirado nas reformas de Haussmann, em quatro anos Pereira Passos transformou a aparência da cidade: aos cortiços (locais que serviam de moradia para aqueles que não seriam benquistos na "cidade higienizada") e às ruas estreitas e escuras, sobrevieram grandes bulevares, com imponentes edifícios, dignos de representar a capital federal.

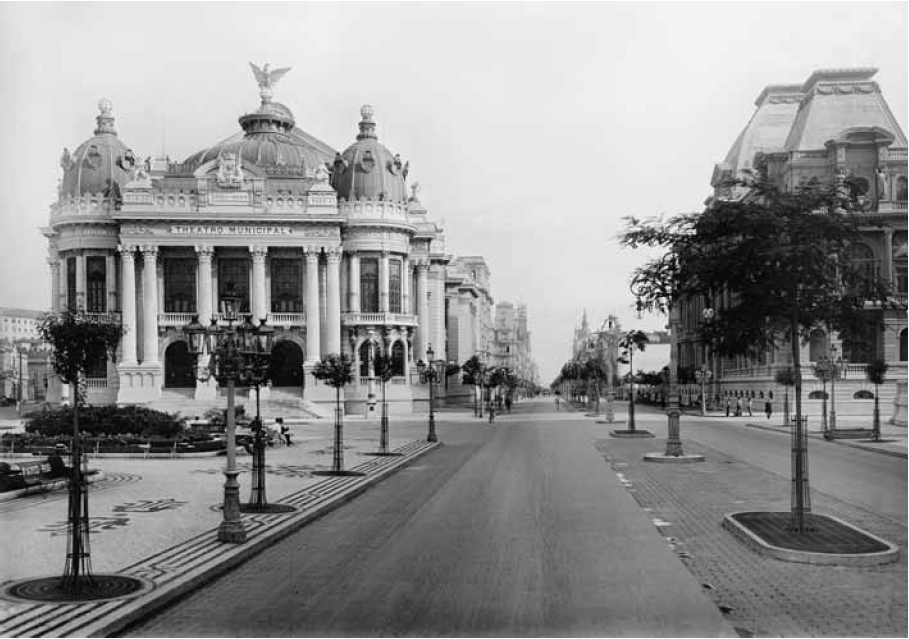
Avenida Central. À esquerda o Theatro Municipal e à direita a Escola Nacional de Belas Artes. Foto de Marc Ferrez (1909).

### Alargamento e abertura de ruas
Com a finalidade de saneamento e ordenação da malha de circulação viária, Pereira Passos demoliu casarões, abriu diversas ruas e alargou outras. O alargamento das ruas permitiu o arejamento, ventilação e melhor iluminação do centro e ainda a adoção de uma arquitetura de padrão europeu.
Foram abaixo todos os prédios paralelos aos Arcos da Lapa e o Morro do Senado, a fim de liberar passagem para a Avenida Mem de Sá. Para a abertura da Avenida Passos, foi demolido o Largo de São Domingos. Após a conclusão do alargamento da rua da Vala (atual Rua Uruguaiana), em 1906, que custou a demolição de todo o casarão de um dos lados da rua, esta passou a abrigar as melhores lojas do início do século.
Foi também em sua administração que ocorreram as obras de abertura das avenidas Beira-Mar e Atlântica, além do alargamento das ruas da Carioca e Sete de Setembro, dentre outras.
Avenida Central
Pereira Passos idealizou e realizou a Avenida Central, com 1.800 metros de comprimento e 33 metros de largura, a atual Avenida Rio Branco , um dos mais importantes logradouros da cidade ainda hoje, a exercer o papel de centro econômico e administrativo. É considerada um dos marcos de sua administração.
Avenida Beira Mar
As obras da Avenida Beira Mar, iniciadas logo que assumiu, foram inspecionadas pessoalmente. Esta ligaria o centro da cidade até o Morro da Viúva. A avenida foi uma forma eficiente de ligar as extremidades da cidade, sendo esta ligação reforçada posteriormente pela abertura de túneis.

## Cidade Maravilhosa
Após as obras de Pereira Passos e o trabalho do sanitarista Oswaldo Cruz o Rio de Janeiro perdeu o apelido de Cidade da Morte e ganhou o título de Cidade Maravilhosa e realizou a Exposição Nacional de 1908, idealizada pelo presidente Afonso Pena para festejar o Centenário da abertura dos portos.

## Aspectos sociais na gestão Pereira Passos
Apesar das melhorias sanitárias e urbanísticas, o plano de Pereira Passos implicou alto custo social, com o início das formações de favelas na cidade.
A reforma promoveu uma grande valorização do solo na área central, ainda ocupada parcialmente pela população de baixa renda. Cerca de 1.600 velhos prédios residenciais foram demolidos. A partir destas demolições, a população pobre do centro da cidade se viu obrigada a morar com outras famílias, a pagar altos aluguéis ou a mudar-se para os subúrbios, uma vez que foram insuficientes as habitações populares construídas em substituição às demolidas. Parte considerável da imensa população atingida pela remodelação permaneceu na região e os morros situados no centro da cidade - Providência, Santo António, entre outros - outrora pouco habitados, sofreram uma rápida ocupação habitacional proletária. Surgiram as favelas, que marcaram a configuração da cidade até os dias de hoje.

## Principais obras da gestão de Pereira Passos

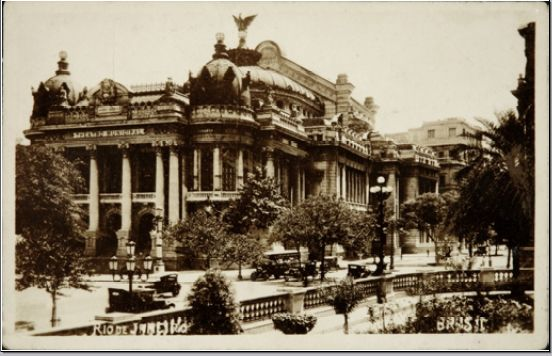
Theatro Municipal

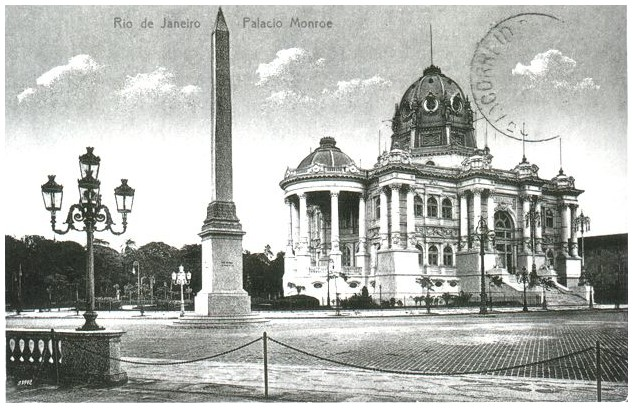
Palácio Monroe

- 1903 - Inauguração do Pavilhão da Praça XV
- 1903 - Prolongamento da Rua do Sacramento (atual Avenida Passos) até a Rua Marechal Floriano
- 1903 - Inauguração do Jardim do Alto da Boa Vista (Praça Afonso Viseu)
- 1903 - Inauguração da Vista Chinesa
- 1903 - Alargamento da Rua Treze de Maio
- 1903 - Ajardinamento da Praça Tiradentes, Praça Duque de Caxias (Largo do Machado), Praça da Glória, Praça XI de Junho, Praça XV de Novembro e praças de Copacabana
- 1903 - Início da construção do Mercado Municipal, localizado na Praça XV (inaugurado em 1907)
- 1903 a 1904 - Alargamento da antiga Rua da Prainha (atual Rua do Acre)
- 1904 - Construção do Aquário do Passeio Público
- 1904 - Obras de melhoramento na Rua 13 de Maio
- 1904 - Obras de embelezamento na Ilha de Paquetá
- 1905 - Início da construção do Theatro Municipal do Rio de Janeiro (inaugurado em 1909)
- 1905 - Inauguração da nova estrada da Tijuca
- 1905 - Alargamento e prolongamento da Rua Marechal Floriano até o Largo de Santa Rita
- 1905 - Alargamento da Rua do Catete
- 1905 - Alargamento e prolongamento da Rua Uruguaiana (antiga Rua da Vala).
- 1905 - Inauguração da Avenida Central (atual Avenida Rio Branco), marco de sua administração
- 1905 - Decreto para a construção da Avenida Atlântica, em Copacabana
- 1905 - Inauguração da Escola-Modelo Tiradentes
- 1905 - Abertura da Rua Gomes Freire de Andrade
- 1905- Abertura da Avenida Maracanã
- 1905 - Inauguração do Pavilhão de Regatas, em Botafogo
- 1906 - Alargamento da Rua da Carioca
- 1906 - Inauguração da fonte do Jardim da Glória
- 1906 - Inauguração da nova Fortaleza na Ilha de Lage
- 1906 - Inauguração do palácio da exposição permanente de São Luiz (futuro Palácio Monroe)
- 1906 - Conclusão das obras de melhoramento do porto do Rio de Janeiro e do Canal do Mangue
- 1906 - Inauguração das obras de melhoramento e embelezamento do Campo de São Cristóvão
- 1906 - Inauguração do Jardim Suspenso do Valongo
- 1906 - Aterramento das praias do Flamengo e Botafogo, com construção de jardins;
- 1906 - Inauguração do alargamento da Rua Sete de Setembro , entre as avenidas Central e Primeiro de Março
- 1906 - Inauguração da Avenida Beira-Mar
- 1906 - Reforma do Largo da Carioca
- 1906 - Construção do Pavilhão Mourisco, em Botafogo[3]
- 1906 - Construção do Restaurante Mourisco, próximo à estação das barcas, no Centro
- 1906 - Melhorias no abastecimento de água da cidade.

## Outros feitos
- Foi presidente do Clube de Engenharia do Rio de Janeiro.
- Construção da Estrada de Ferro do Corcovado (a primeira estrada de ferro turística do Brasil).

## Morte
Pereira Passos morreu a bordo do navio Araguaia, quando viajava do Rio de Janeiro para a França.